# Protaetia kasriadii
Protaetia kasriadii är en skalbaggsart som beskrevs av Alexis och Delpont 2002. Protaetia kasriadii ingår i släktet Protaetia och familjen Cetoniidae. Inga underarter finns listade i Catalogue of Life.